# 和田登
和田 登（わだ のぼる、1936年1月1日 - 2025年2月4日）は、日本の作家・児童文学作家。信州児童文学会事務局長・編集委員。

## 来歴・人物
長野県長野市生まれ。信州大学教育学部卒業。
1956年大学時代の仲間で親友はまみつを、高橋忠治らと児童文学同人誌「とうげの旗」を創刊。1959年より公立小学校の教師を31年間務めるかたわら、1966年「虫」で第1回日本児童文学者協会短編賞を受賞し児童文学作家となる。1977年、松代大本営設営に駆り出された朝鮮人を描いた『悲しみの砦』で第1回塚原健二郎文学賞。2005年「武器では地球を救えない」で産経児童出版文化賞受賞。
反戦・反差別の立場からする児童文学のほか、人物伝、怪奇もの、児童向けSFなどを多く執筆、中山晋平の伝記を何度か書いている。1987年から挿絵の多くを和田春奈が描いている。
2011年4月1日より、寺島俊治の後任として黒姫童話館館長に就任（2017年3月31日付で退任）。

## 著書
- 『昆虫人間の朝 童話集』（信濃教育会出版部） 1966
- 『木の上のちっちゃな宇宙船』（岩崎書店） 1969、のち文研出版（なかよしえどうわ） 1977
- 『ちいさこべのふえ』（岩崎書店） 1972
- 『望月の駒』（信濃毎日新聞社、童話・信濃のむかし） 1974
- 『きみょうなおくりもの』(北川幸比古編、文研出版、現代のぐうわ 1（SF編）） 1974
- 『川中島の兵火』（信濃毎日新聞社） 1975、のち改題『川中島戦国百姓伝』（総和社） 2007
- 『夜明けの少年』(アリス館牧新社） 1976.11
- 『悲しみの砦』（岩崎書店） 1977.7、のちフォア文庫
- 『てんりゅうの灯』（そしえて） 1979.12
- 『からねこさま』（国土社、国土社の創作えほん） 1979.1
- 『青い目の星座』（岩崎書店） 1980、のち改題『想い出のアン』 1984

※「想い出のアン」の題で映画化。
- - 『舞台再訪 映画 想い出のアン』（郷土出版社） 1986.7
- 『つる三五郎』（講談社） 1980.2
- 『十二歳の旅立ち』（講談社） 1981.2、のち青い鳥文庫
  - 『十二歳の岸辺で』（講談社） 1981、のち青い鳥文庫
- 『魔女とめがね』（岩崎書店） 1981.9
- 『じてんしゃにのったカマキリ』（PHP研究所、こころの幼年童話） 1981.11
- 『白いことりがきたよ』（新日本出版社、新日本おはなし文庫） 1983.3
- 『キムの十字架 松代大本営地下壕のかげに』（ほるぷ出版） 1983.8、のち明石書店

※劇場アニメ化
- - 『「キムの十字架」への旅』（信濃毎日新聞社） 1991.1
  - 『キムの十字架の発見 - 戦争と民族を書きつぐ旅』（かもがわ出版） 2010.11
- 『ヤーフーがやってきた』（学校図書） 1983.1
- 『ねこにもよろしくね』（新日本出版社） 1985.10
- 『スンガリー川の姉妹』（ほるぷ出版） 1986.3
- 『図録・松代大本営 幻の大本営の秘密を探る』（編著、郷土出版社） 1987.7
  - 『松代大本営』（岩波ブックレット） 1991.7
- 『ピーターのばらの秘密』（講談社） 1988.8
- 『アンネのばら咲くとき』（岩崎書店） 1989.2
- 『一ねん二くみキンギョにへんしん!』（草炎社） 1991.10
- 『カレーライスマーチ』（新日本出版社） 1992.4
- 『先生のぼうしかりちゃった』（くもん出版） 1992.7
- 『さようなら、妖精アッチー』（岩崎書店） 1992.12
- 『超能力少年ジュンの秘密』（文渓堂） 1993.11
- 『ほけん室のちーちゃん』（新日本出版社） 1993.2
  - 『ネコまんがのほけん室』（新日本出版社） 1995.5
- 『旧満州開拓団の戦後 証言昭和史の断面』（岩波ブックレット） 1993.7
- 『UFOにのってきた青い犬の秘密』（草炎社） 1993.2
- 『アルプス発夕映えのギター』（PHP研究所） 1995.11
- 『少年の森の物語』（佼成出版社） 1995.12
- 『過去からとどいた手紙』（岩崎書店） 1995.12
- 『クラスメイトは宇宙人?』（PHP研究所） 1996.12
- 『吸血鬼がそこにいる』（PHP研究所） 1996.10
- 『エンジェルがとんだ日』（原案：山田火砂子、学習研究社） 1996.9

※劇場アニメ作品のノベライズ
- 『ぬけだした肖像画 青いリボンの少女の謎』（PHP研究所） 1997.3
- 『恐怖の人形』（PHP研究所） 1997.10
- 『ゆうれい家族』（PHP研究所） 1998.1
- 『魔界の使者コウモリ男』（PHP研究所） 1998.4
- 『ごめんね、ピーくん』（新日本出版社、風の文学館） 1999.12
- 『悲しすぎる夏』（文溪堂） 2000.7
- 『しあわせ配達犬ミルク』（PHP研究所、未知へのとびらシリーズ） 2000.1
- 『ぼくらの心は国境を越えた 地雷ゼロへの願い』（岩崎書店） 2002.6
- 『泣かないでマンドリン Summer challenge』（文溪堂） 2002.4
- 『民話の森・童話の王国 信州ゆかりの作家と作品』（オフィスエム） 2002.3
- 『悲しみを喜びに変えた信州人 希望駅への旅人たち』（信濃毎日新聞社） 2004.3
- 『ベネチアの黒猫 暗号Pの壮大なお受験』（総和社） 2004.2
- 『人間になりたかった猫 5分で読める41編のメルヘン』（総和社） 2006.1
- 『踊りおどろか「憲法音頭」その消えた謎の戦後』（本の泉社） 2006.7
- 『猫のラーメン屋 5分で読める41編のメルヘン』（総和社） 2007.6

### 「恐竜公園」シリーズ
- 『恐竜公園 UFO着陸事件』（PHP研究所、PHP創作シリーズ） 1993.10
- 『恐竜公園 なぞの幽霊事件』（PHP研究所） 1994.7
- 『恐竜公園 ナイババ超能力の指輪事件』（PHP研究所） 1995.7
- 『恐竜公園 ふしぎな誘拐事件』（PHP研究所） 1995.3
- 『恐竜公園 （秘）予言ノート事件』（PHP研究所） 1996.2
- 『恐竜公園 花子さん怪事件』（PHP研究所） 1997.1

### 「信州むかし語り」
- 『妖怪変化の話』 (しなのき書房、信州むかし語り 1)　2011.1
- 『動物たちの話』 (しなのき書房、信州むかし語り 3)　2011.9
- 『ふしぎな話』 (しなのき書房、信州むかし語り 5)　2012.4

### 伝記
- 『星空のバイオリン 夢の音色をおいつづけた小沢僖久二』（PHP研究所） 1982.3
- 『望郷 中国残留孤児の父・山本慈昭』 (イラスト・こさか しげる、くもん出版、くもんのノンフィクション・愛のシリーズ) ） 1987.9

※第34回青少年読書感想文全国コンクール 課題図書
- - 『望郷の鐘 中国残留孤児の父・山本慈昭』（イラスト・和田 春奈、しなのき書房） 2013.8

※「山本慈昭 望郷の鐘 満蒙開拓団の落日」の題で映画化。
- 『恐竜公園たんじょう物語 情熱とロマンの人・小島武彦』（PHP研究所） 1992.12
- 『スキーに生きる 猪谷六合雄と千春の長い旅』（ほるぷ出版） 1992.11
- 『中山晋平』（郷土出版社、信濃の伝記シリーズ） 1993.4
- 『いつもUFOのことを考えていた UFOライブラリー・荒井欣一さん訪問記』（文渓堂） 1994.6
- 『「スーホの白い馬」への旅 世界は友達・エスペランチスト山本辰太郎』（PHP研究所） 1994.7
- 『栄光へのシュプール 猪谷千春物語』（岩崎書店、アニメ童話） 1997.8

※劇場アニメ化
- 『まばたきの天使 わたしの水野源三』（日本基督教団出版局） 1998.6
- 『石井のおとうさんありがとう 石井十次の生涯』（総和社） 2004.7

※映画のノベライズ
- 『武器では地球を救えない エスペラント語をつくったザメンホフの物語』（文溪堂） 2004.12
- 『いのち短し恋せよ少女 小説中山晋平』（総和社） 2005.10
- 『唄の旅人 中山晋平』（岩波書店） 2010.2